# Södra Kroksjötjärnen
Södra Kroksjötjärnen är en sjö i Göteborgs kommun i Västergötland och ingår i Göta älvs huvudavrinningsområde.

## Bilder

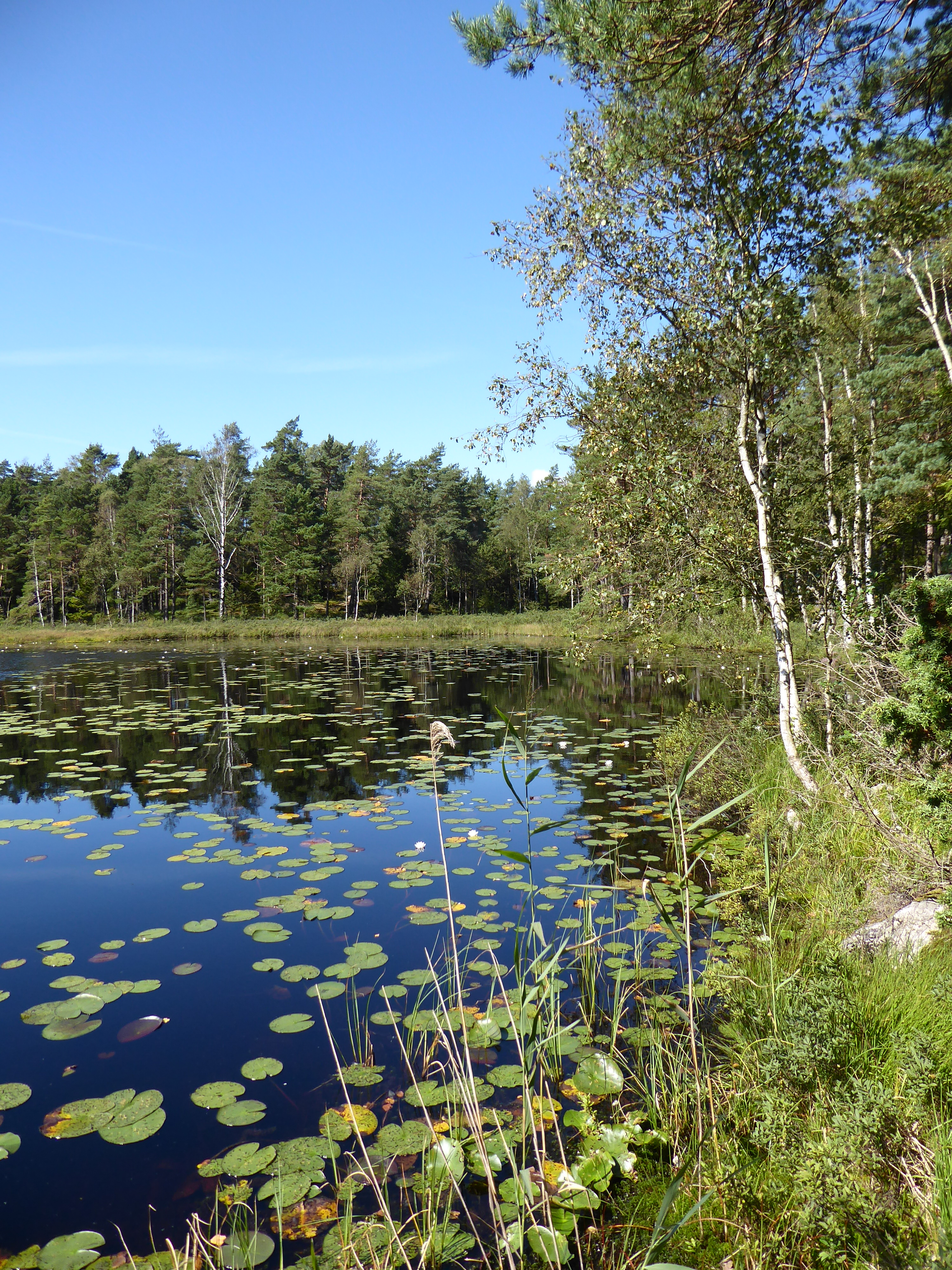
Södra Kroksjötjärnens östra strandkant
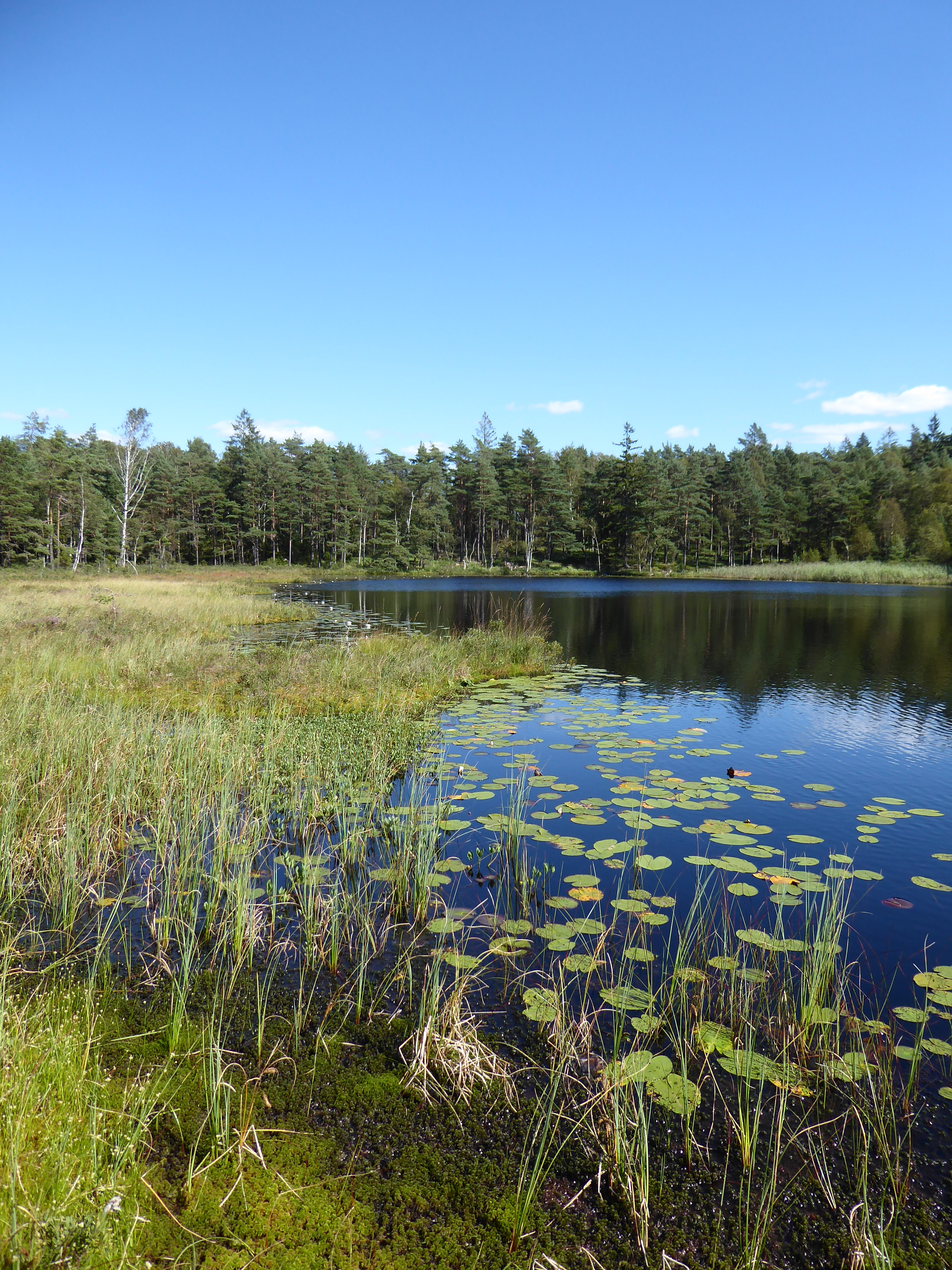
Södra Kroksjötjärnens norra strandkant
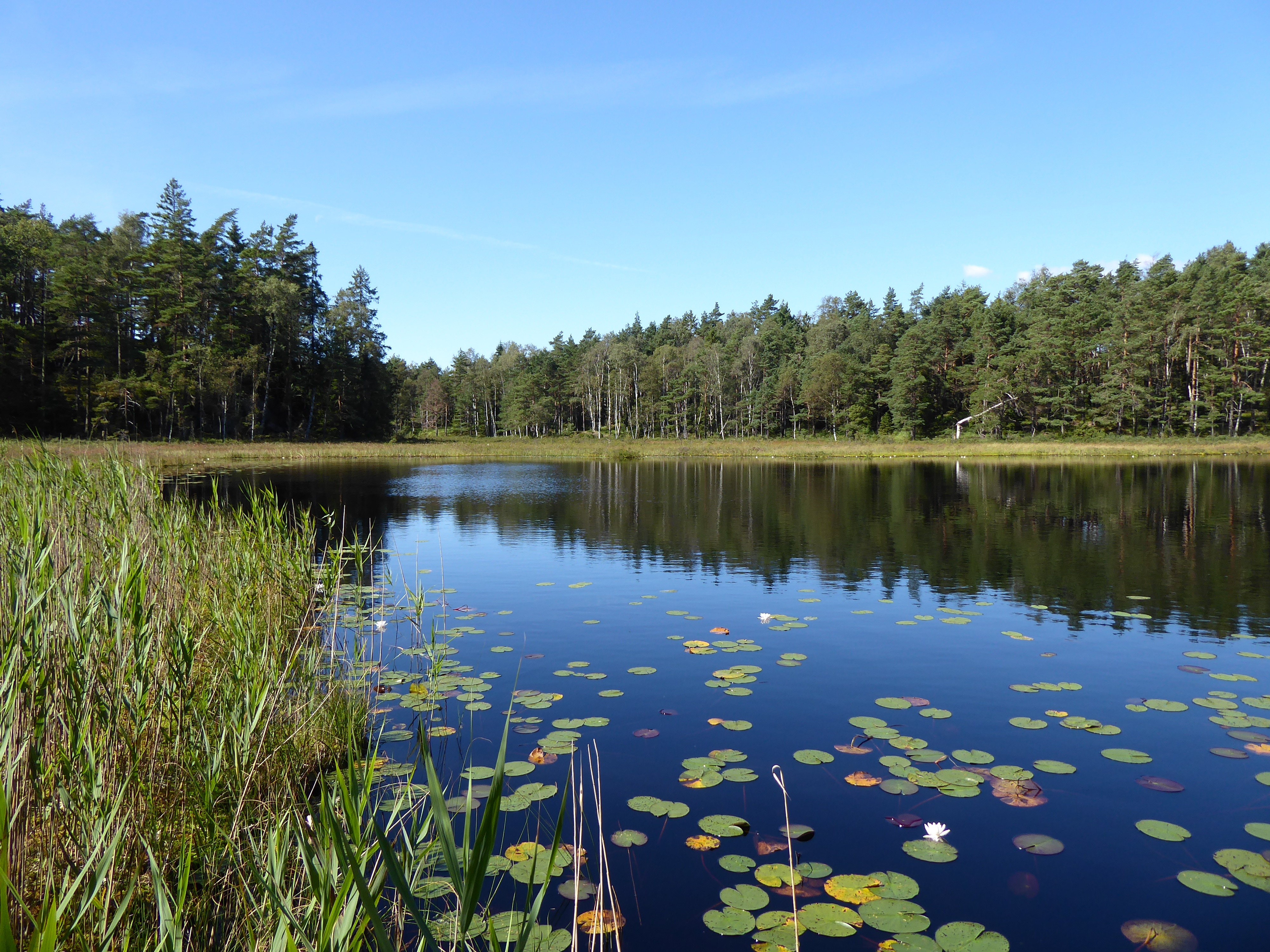
Södra Kroksjötjärnens södra strandkant